# Orfelia alticola
Orfelia alticola är en tvåvingeart som beskrevs av Lane 1948. Orfelia alticola ingår i släktet Orfelia och familjen platthornsmyggor. Inga underarter finns listade i Catalogue of Life.